# 喬夢秋
喬夢秋（1936年—），真名張玉秋（Trương Ngọc Thu），越南女政治家，作家，佛教徒，曾任越南共和國眾議員。

## 生平
喬夢秋原名張玉秋，1941年（一說1934年、1936年）出生於安江省龍川市。在成爲議員前，她多年教書、爲報紙寫作和創作詩歌。
陈玉洲案時喬夢秋是陳的忠實副手。
喬夢秋的丈夫阮職色（Nguyễn Chức Sắc）曾擔任行政副省長一職。

## 作品
- Hai Khung Trời（1965年）
- Lá Đổ Trên Mười Đầu Ngón Tay（1968年）[10]